# وسلی ال. جونز
وسلی ال. جونز (به انگلیسی: Wesley L. Jones) سناتور سابق عضو حزب جمهوری‌خواه ایالات متحده آمریکا بود. وی در سال ۱۹۰۹ تا ۱۹۳۲ میلادی سناتور ایالت واشینگتن در سنای ایالات متحده آمریکا بود.